# La Guacamaya, Veracruz
La Guacamaya är en ort i Mexiko.   Den ligger i kommunen Chiconquiaco och delstaten Veracruz, i den sydöstra delen av landet, 250 km öster om huvudstaden Mexico City. La Guacamaya ligger 1 886 meter över havet och antalet invånare är 156.
Terrängen runt La Guacamaya är bergig åt nordost, men åt sydväst är den kuperad. Runt La Guacamaya är det ganska tätbefolkat, med 93 invånare per kvadratkilometer. Närmaste större samhälle är Misantla, 18,5 km norr om La Guacamaya. I omgivningarna runt La Guacamaya växer i huvudsak städsegrön lövskog.